# Zo-Belis
Zo-Belis (Zobelis) ist eine osttimoresische Aldeia im Suco Lourba (Verwaltungsamt Bobonaro, Gemeinde Bobonaro). 2015 lebten in der Aldeia 339 Menschen.

## Geographie
Zo-Belis liegt im Süden  Lourbas und nimmt mehr als zwei Drittel der Fläche des Sucos ein. Nördlich liegen die drei anderen Aldeias Gumer, Lourba Leten und Sordoli. Im Osten grenzt Zo-Belis an den Suco Carabau, im Südosten an den zu Cova Lima gehörende Suco Lepo, im Süden an den Suco Bobonaro und im Westen an den Suco Malilait. Der Loumea fließt entlang dem westlichen Teil der Grenze zum Suco Bobonaro. Zuvor durchquert der Fluss Zo-Belis, zwischen den Bergen Lolo Mole (712 m) in der Südostspitze der Aldeia und Lolo Pigidal (794 m) im Norden. Über 200 m beträgt der Höhenunterschied zwischen den Bergen und dem Fluss. In den Loumea mündet der Mabesi, der einen Teil der Grenze zu Malilait bildet.
Der Ort Zo-Belis liegt nah der Nordgrenze, nördlich des Lolo Pigidal. Auf dem Berg liegt der Friedhof Zo-Belis. Südlich des Berges gibt es nur einzelne Häuser. Durch den steilen Hang und kleine Wasserläufe ist das Gebiet schwer zugängig.
Die Überlandstraße von Maliana nach Carabau bildet die Grenze von Zo-Belis zu Sordoli. Sie teilt das an der Straße liegende Dorf Ohobin auf diese Weise in zwei Hälften. Eine Sendeanlage der Telemor befindet sich auf der Südseite, auf dem Gebiet von Zo-Belis.

## Politik
2023 wurde Julio dos Santos zum Chefe de Aldeia gewählt.